# ريوزو شيميزو (لاعب كرة قدم مواليد 1975)
ريوزو شيميزو (باليابانية: 清水 龍蔵) (1 يوليو 1975 في شيزوكا في اليابان – )؛ هو لاعب كرة قدم سابق كان يلعب كمهاجم.